# Партизан (Тюменская область)
Партиза́н — посёлок в Абатском районе Тюменской области России. Административный центр Партизанского сельского поселения.

## География
Посёлок находится в юго-восточной части Тюменской области, в лесостепной зоне, в пределах Ишимской равнины, на расстоянии примерно 35 км (по прямой) к юго-востоку от села Абатское, административного центра района. Абсолютная высота — 123 м над уровнем моря.

### Часовой пояс
Посёлок Партизан, как и вся Тюменская область, находится в часовой зоне МСК+2. Смещение применяемого времени относительно UTC составляет +5:00.

## Население
| 1989 | 2002 | 2010 |
| ---- | ---- | ---- |
| 745  | ↘618 | ↘413 |

Гендерный состав
По данным Всероссийской переписи населения 2010 года, в гендерной структуре населения мужчины составляли 49,6 %, женщины — соответственно 50,4 %.
Национальный состав
Согласно результатам переписи 2002 года, в национальной структуре населения русские составляли 74 % из 618 чел.

## Инфраструктура
В посёлке функционируют средняя общеобразовательная школа, детский сад, дом культуры, фельдшерско-акушерский пункт и отделение Почты России.

## Улицы
| - ул. 8 Марта, - ул. Больничная, - ул. Гагарина, - ул. Горького, | - ул. Зелёная, - ул. Ленина, - ул. Новая, - ул. Тюменская. |